# Kontinuierlicher Prozess
Ein kontinuierlicher Prozess ist ein technischer Prozess (Synthese, chemische Reaktion, physikalische Umwandlung) in der  Verfahrenstechnik, der kontinuierlich abläuft, d. h. ohne Unterbrechungen, im Gegensatz zum diskontinuierlichen Prozess des Chargenprozesses. Erstere finden beispielsweise in Rohrreaktoren statt, letztere in mehr oder weniger abgeschlossenen Gefäßen, wie etwa in Rührkesseln.
Gesamtprozesse, die auf beiden Prinzipien beruhen, werden als semi- oder halbkontinuierliche Prozesse bezeichnet.
Kontinuierliche Prozesse werden bei der Verarbeitung großer Mengen mit wenigen Produktwechseln bevorzugt, da das Rüsten und die damit verbundenen Rüstzeiten für das Reinigen und das Wiederbefüllen entfallen, die für Chargenprozesse typisch sind. Damit sind in diesen Fällen kontinuierliche Prozesse wirtschaftlicher.